# Мельников, Пётр Устинович
Пётр Устинович Мельников — советский хозяйственный, государственный и политический деятель.

## Биография
Родился в 1923 году в селе Романовка. Член КПСС.
Окончил Новосибирскую заочную ВПШ.
Участник Великой Отечественной войны.
До 1949 — инструктор орготдела Чистоозерного райкома ВКП(б), первый секретарь Чистоозерного райкома ВЛКСМ, заместитель председателя Чистоозерного райисполкома, секретарь Чистоозерного райкома ВКП(б).
В 1951—1958 — второй, первый секретарь Болотнинского райкома КПСС.
В 1958—1962 — заместитель председателя, председатель Юргинского райисполкома.
В 1962—1983 — первый секретарь Яшкинского райкома КПСС, парторг Яшкинского районного производственного колхозно-совхозного объединения, первый секретарь Яшкинского райкома КПСС.
Делегат XXIII и XXV съезда КПСС.
Умер в 1983 году в Яшкине.
Почётный гражданин Яшкинского района (посмертно, 2003). За большие заслуги по социально-экономическому развитию Яшкинского района в 2021 году решением Совета народных депутатов Яшкинского муниципального округа Центральной площади поселка присвоено имя П. У. Мельникова.

## Награды
- Орден Ленина (12.02.1957, 08.04.1971)
- Орден Трудового Красного Знамени (13.03.1981)
- Орден Красной Звезды
- Орден Знак Почёта (22.03.1966)